# Jerzy Desselberger
Jerzy Desselberger (ur. 16 czerwca 1931 w Łodzi, zm. 6 sierpnia 2013) – polski artysta plastyk, m.in. projektant znaczków pocztowych oraz ornitolog i członek Straży Ochrony Przyrody.

## Życiorys
Urodził się w Łodzi, ale młodość spędził we Włocławku. W 1957 ukończył studia na Wydziale Malarstwa i Grafiki Akademii Sztuk Pięknych w Krakowie. Potem zamieszkał w Warszawie

### Artysta plastyk
Był twórcą ilustracji m.in. w Gniazdach naszych ptaków (1972) J. Gotzmana i B. Jabłońskiego, Encyklopedii PWN, Małym Słowniku Zoologicznym • Ptaki pod redakcją P. Bussego, Z lornetką wśród ptaków J. Gotzmana oraz Zwierzętach i kontynentach T. Umińskiego. Jego styl był ascetyczny, niezbyt szczegółowy i ozdobny, jednak dobrze portretował sylwetkę i ubarwienie różnych gatunków ptaków.
Był autorem logotypu Ogólnopolskiego Towarzystwa Ochrony Ptaków (OTOP) i innych znaków graficznych, a także twórcą 178. znaczków pocztowych z wizerunkami ptaków i innych zwierząt zaprojektowanych na zlecenie Poczty Polskiej, ukazujących liczne gatunki polskiej fauny. Sam również został upamiętniony na jednej z okolicznościowych kart pocztowych.
Zaprojektował okładki do czasopism: „Acta Ornithologica”, „Notatki Ornitologiczne” (potem „Ornis Polonica”). Jako wolontariusz dokonywał korekty technicznej oraz dbał o szatę graficzną drugiego z wymienionych wydawnictw.
W 1970 zaprojektował krój pisma na bazie antykwy o nazwie „Alauda”. Jest także twórcą utrzymanego w stylistyce art déco kroju „Akantis”.
Znaczki pocztowe
- Medycyna polska (seria), 1957
- VII Szybowcowe Mistrzostwa Świata (seria), 1958
- V Naukowy Zjazd Farmaceutyczny, 1960
- I. Paderewski 1860–1969, 1960
- Ptaki chronione (seria), 1960
- Polski przemysł okrętowy (seria), 1961
- 40 rocznica III Powstania Śląskiego (seria), 1961
- Owady chronione (seria, nry kat. 1132–1137), 1961
- XX–lecie PPR (seria), 1962
- Dzień Międzynarodowej Federacji Filatelistyki • FIP 1962, 1962
- I zespołowy lot kosmiczny (seria), 1962
- Gady i płazy chronione (seria), 1963
- Zdobywanie Kosmosu (seria), 1963
- Ptaki wodne (seria), 1964
- I Międzynarodówka 1864–1964, 1964
- VI Konferencja Ministrów Łączności • Pekin 1965, 1965
- Zwierzęta leśne (seria), 1965
- Ryby egzotyczne (seria), 1967
- Motyle (seria), 1967
- 50–lecie Międzynarodowej Organizacji Pracy, 1969
- Ptaki łowne (seria), 1970
- 100. rocznica śmierci Stanisława Moniuszki (seria), 1972
- Sokoły (seria) oraz koperty FDC, 1975
- 40 lat Polskiej Rzeczypospolitej Ludowej • Międzynarodowa Wystawa Filatelistyczna „Socphilex 84” we Wrocławiu (seria) oraz koperty FDC, 1984
- Dzikie kaczki (seria) oraz koperty FDC, 1985
- Sowy (seria) oraz koperty FDC, 1990
- Pisklęta ptaków śpiewających (seria) oraz koperty FDC, 1995

### Ornitolog
Razem z żoną, graficzką Krystyną Rogaczewską, był pionierem opieki nad ptakami, organizując i prowadząc przez blisko 25 lat w swoim warszawskim mieszkaniu ośrodek rehabilitacji dla ptaków, który stał się później inspiracją dla Ptasiego Azylu w warszawskim Ogrodzie Zoologicznym. Wraz z żoną opracował mieszankę nabiałową dla ptaków. Był współzałożycielem i sekretarzem Komisji Faunistycznej Polskiego Towarzystwa Zoologicznego.

## Upamiętnienie
W uznaniu zasług artysty Poczta Polska wydała w 2007 kartkę pocztową (Cp 1443) z serii „Polscy projektanci znaczków pocztowych”, na której na znaku opłaty o wartości 1,35 zł znalazł się wizerunek artysty. Umieszczono na niej także reprodukcje znaczków jego autorstwa.